# Vladimirs Lindermans
Vladimirs Lindermans (ryska: Владимир Линдерман) född 1958, är en rysk och lettisk politiker och journalist. Han är en av ledarna av Nationalbolsjevikiska partiet
Linderman kommer från en judisk familj. Linderman gick med i Nationalbolsjevikiska partiet 1997. År 2012 blev Linderman en av grundarna av rörelsen «Modersmål».